# Леонора (город)
Леонора (англ. Leonora) — город в Западной Австралии, входит в округ Голдфилдс-Эсперанс.

## История
В 1869 году путешественники Джон Форрест впервые посетил местность на месте города. 21 июня его отряд организовал лагерь у холма (гора Леонора) в честь племянницы Фрэнсис Леоноры Хартли. В 1894 году золотоискателем Эдвардом Салливаном было обнаружено золото, к северу от города Йоханнесбург. Вскоре, компания Sons of Gwalia построила в городе рудник, в 1897 году был построен жилой район города и местности было дано название Леонора.

## Экономика
Леонора, преимущественное шахтёрский город. В округе Голдфилдс-Эсперанс располагается несколько золотых приисков. В районе города широко развито скотоводство. 

## Демография
По данным переписи населения 2016 года население города составляет 556 человек, 27,6% из них австралийские аборигены.